# Jonathan Paul
Jonathan Alexander Benjamin Paul (Gartz (Oder), 12 mei 1853 – Lauter/Sa., 25 april 1931) was een Duitse predikant die een belangrijke rol speelde bij de totstandkoming van de pinksterbeweging in zijn land.

## Levensloop
Paul werd geboren als de zoon van een Lutherse predikant. Zelf ging hij ook theologie studeren. In 1890 onderging hij een ervaring die bekendstaat als de doop met de Heilige Geest. Daarnaast was hij betrokken bij de Gemeinschaftbeweigung. Dit was een orthodox-protestantse beweging tegen het opkomende modernisme in de Duitse kerken. In oktober 1898 begon Paul met het uitgeven van zijn eigen blad Die Heiligung. Daarin legde hij de nadruk op de boodschap van heiliging. Hij verhuisde naar Steglitz, Berlijn, en begon een reizend evangelisatiewerk.
In 1904 kwam Paul in opspraak door artikelen in zijn blad, waarin hij getuigde van een nieuwe ervaring van heiligmaking. Deze ervaring zou hem hebben bevrijd van alle neiging tot zonde. Hierdoor werd hij verdacht van perfectionisme. Ondanks de kritiek bleven de tentsamenkomsten veel mensen trekken. In Mülheim an der Ruhr ontstond een nieuwe kerkelijke gemeente door het succes van de samenkomsten.
In 1906 bereikten Paul berichten van de Azusa Street Revival in Los Angeles. In 1907 reisde hij naar Oslo en raakt betrokken bij de pinksterbeweging. Deze werd mede door hem geïntroduceerd in Duitsland. De eerste bijeenkomsten werden door de politie beëindigd en dit leidde tot een blijvend stigma en een breuk met de Gemeinschaftbeweigung. Op 15 september 1907 begon Paul in tongen te spreken en getuigde hier openlijk van. Daardoor nam de kritiek op de jonge pinksterbeweging nog verder toe. In december 1908 vond er een pinksterconferentie plaats in Hamburg met vertegenwoordigers van de pinksterbeweging uit Engeland, Duitsland, Nederland, Noorwegen, Zweden en Zwitserland. Tijdens de conferentie werd besloten tot de uitgave van het blad Pfingstgrüsse. Paul werd hoofdredacteur van het blad. In september 1909 werd de pinksterbeweging veroordeeld op een conferentie van de Gemeinschaftbeweigung in Berlijn. De kritiek was dat zij uit Los Angeles kwam, vele manifestaties gemeen had met het spiritisme, vrouwelijk leiderschap toeliet, perfectionisme leerde, en Paul als leider aanvaardde. Op een conferentie die in reactie op de verklaring in Mülheim werd gehouden, kwamen bijna tienduizend mensen af. Zij namen afstand van de Verklaring van Berlijn, hoewel ze erkenden dat niet alles wat gebeurde binnen de pinksterbeweging goed was. Uiteindelijk leidde de Berlijnse verklaring er wel toe dat Paul de Gemeinschaftbeweigung moest verlaten.
Tijdens de Eerste Wereldoorlog raakten de pinkstergelovigen uit de verschillende landen van elkaar verwijderd. Onder andere de Nederlandse pinksterleider Gerrit Polman zette zich na de oorlog in om de verschillende leiders weer bij elkaar te krijgen. In augustus 1919 vond er een eerste internationale conferentie plaats in Mülheim. Daar kwam het tot een verzoening. Ook herriep Paul zijn eigen leringen inzake perfectionisme. Hij stelde een leer ontwikkeld te hebben, die bedoeld was als een persoonlijke ervaring van heiligmaking.
- Gemeinsame Normdatei: 118592092
- International Standard Name Identifier: 0000 0000 1360 1447
- Nederlandse Thesaurus van Auteursnamen: 341743291
- Virtual International Authority File: 25394914
- WorldCat: E39PBJxCDTGG863H4q4BTQbjmd